# 中央倉庫
株式会社中央倉庫（ちゅうおうそうこ 英: Chuo Warehouse Co., Ltd.）は、京都府京都市下京区に本社を置く総合物流事業者である。

## 概要
内陸の総合物流でトップクラス。多種多様な貨物を取扱い、保管から、輸送、流通加工、通関、梱包、情報処理に至るまで、倉庫・運送・国際の一貫した総合物流体制を確立している。トランクルームサービス、引越運送等も取扱う。安田倉庫と業務・資本提携し国際貨物業務を行っている。

## 営業拠点
- 本社・梅小路支店（京都市下京区）
- 京都支店（京都市伏見区）（京都府久世郡久御山町）
- 滋賀支店（滋賀県栗東市）（滋賀県蒲生郡）
- 大阪支店（大阪市）（大阪府茨木市）
- 名古屋支店（愛知県小牧市）（愛知県江南市）（静岡県浜松市）
- 東京支店（東京都江東区）（埼玉県加須市）（茨城県猿島郡）
- 北陸支店（石川県金沢市）（石川県小松市）（富山県射水市）（福井市）
- 岡山支店（（岡山県倉敷市）
- 福岡事業所（（福岡県福岡市）
- トランクルームサービス事業部（京都市下京区）（京都市伏見区）（大阪府茨木市）
- 上海駐在員事務所（中国上海市）

## 沿革
- 1927年 - 京都中央市場倉庫株式会社設立。
- 1928年 - 農林省（当時）大阪米穀事務所の指定倉庫になる。
- 1937年 - 現社名に変更。
- 1970年 - 京都証券取引所に上場。
- 1985年 - 大阪証券取引所第二部に上場。
- 2012年12月11日 - 大阪証券取引所第一部へ指定替え。
- 2013年7月16日 - 大阪証券取引所と東京証券取引所の現物株市場統合に伴い、東京証券取引所第一部に指定替え。